# 德國—烏克蘭關係
德乌关系是指德国和乌克兰之间的外交关系。乌克兰和德国之间的外交关系建立于1918年，當時是烏克蘭人民共和國和德意志帝國之间建立外交关系，烏克蘭還向德國派駐大使，但由于烏克蘭人民共和國很快被蘇俄红军占领，兩國關係於1923年中断。1989年，德意志聯邦共和國和烏克蘭蘇維埃社會主義共和國建立领事级外交關係，并在1992年與乌克兰建立全面外交關係，同年烏克蘭再度向德國派駐大使。2014年后，随着俄羅斯聯邦吞併克里米亞以及俄羅斯支持頓巴斯戰爭中的親俄武裝，德國谴责俄羅斯的行为违反了国际法，并在制定欧盟制裁措施方面发挥了主導作用。然而，德国在很大程度上依赖俄罗斯通过北溪天然气管道提供能源，因此德國在對待俄烏兩國時態度一直較為谨慎 。德國甚至於2022年1月拒絕向烏克蘭出口武器，這一做法明顯與美國、英國、波蘭等國不同。
2022年1月22日，烏克蘭外交部長庫列巴呼籲德國政府停止「破壞西方團結」。